# Ewert and The Two Dragons
Ewert and The Two Dragons est un groupe estonien de rock acoustique indépendant, originaire de Tallinn. Les membres du groupe sont Ewert Sundja (chant et claviers), Erki Pärnoja (guitare et voix), Kristjan Kallas (batterie, percussions) et Ivo Etti (guitare, basse et voix).

## Histoire
Ewert Sundja, Erki Pärnoja et Kristjan Kallas étaient amis dès leur enfance et commencèrent à faire de la musique ensemble en 2008. Pour leurs premiers concerts, ils ont principalement joué des covers de The Police, Radiohead, ou encore Jeff Buckley. Le groupe s'est fait connaître en Estonie avec son premier album The hills behind the hills, paru à l'automne 2009. En 2010, le groupe s'est produit en Estonie mais également en Lettonie et Lituanie, et a participé à divers festivals. En mai 2010, le groupe commença son premier Baltic tour et organisa des concerts à travers les pays baltes, à Riga, Sigulda, Liepaja et Klaipeda. La même année, le groupe signe avec le label letton I Love You Records. Le 5 avril 2011 paraît le deuxième album du groupe, Good man down, qui obtient un important succès critique en Estonie, en Lettonie, en Finlande, en Suède et en France. Le simple issu de ce disque, (In the end) There's only love, a beaucoup fait pour la popularité du groupe. En novembre 2011, les concerts du groupe à Tallinn et Riga sont complets.
Lors du gala Aastahitt (« Tube de l'année ») organisé par la radio estonienne Raadio 2, la chanson Good man down a été nommée chanson de l'année. Le groupe a reçu en 2012 cinq des prix estoniens de la musique les plus importants : meilleur groupe, meilleur clip, chanson de l'album, meilleur album de rock et album de l'année .
En France, ils ont bénéficié du soutien du label bordelais Talitres et de critiques élogieuses notamment dans Les Inrockuptibles et dans Libération.
Ewert and The Two Dragons sont les gagnants de l’European Border Breakers Awards 2013, ce festival de musique eu lieu à Groningue, aux Pays-Bas.
Le 20 février 2015, le groupe sort son troisième album intitulé Circles.

## Musiciens de tournée
- Aarne Ots –  trompette (depuis 2011)
- Johannes Kiik –  trombone (depuis 2011)
- Indrek Varend –  saxophone (depuis 2011)

## Discographie
- The Hills Behind the Hills (2009)
- Good Man Down (en) (2011)
- Circles (2015)

## Récompenses

### Estonian Music Award
- 2011 : Good Man Down : album de l'année, meilleur album rock et chanson de l'année

### Radio 2 Hit of The Year
- 2011 : Good Man Down : tube de l'année

### European Border Breakers Award
- 2013 : Good Man Down : EBBA